# Vitpannad busktörnskata
Vitpannad busktörnskata (Chlorophoneus bocagei) är en fågel i familjen busktörnskator inom ordningen tättingar.

## Utseende och läte
Vitpannad busktörnskata är en medelstor medlem av familjen med mörkgrå eller svart ovansida och vit undersida, ibland med beigefärgat bröst. På huvudet syns ett vitt ögonbrynsstreck. Bland lätena hörs ett stigande tjatter med en fallande vissling på slutet, liksom andra tjattrande toner och visslingar.

## Utbredning och systematik
Vitpannad busktörnskata delas in i två underarter med följande utbredning:
- bocagei – södra Kamerun till norra Angola
- jacksoni – centrala Demokratiska republiken Kongo till Uganda och västra Kenya

## Levnadssätt
Vitpannad busktörnskata hittas i skogsbryn och liknande miljöer med högresta träd. Där ses den födosöka i lövverket. Den påträffas ofta i par, ibland tillsammans med andra större arter busktörnskator.

## Status och hot
Arten har ett stort utbredningsområde, men tros minska i antal, dock inte tillräckligt kraftigt för att den ska betraktas som hotad. Internationella naturvårdsunionen IUCN listar arten som livskraftig (LC).

## Namn
Fågelns vetenskapliga artnamn hedrar den portugisiske ornitologen José Vicente Barboza du Bocage (1823-1907).